# Voivozi (Popești), Bihor
Voivozi este un sat în comuna Popești din județul Bihor, Crișana, România. 1.500 de oameni (2010),din care majoritatea sunt români,slovaci 30%,,cât şi rromi.
Din punct de vedere educațional, unei şcoli gimnaziale Şcoala Gimnazială Nr. 2 Voivozi (în care se pot pomenii: scriitorul bine cunoscut din Comuna Popeşti, Moisa Gavril de asemenea, primul elev de olimpiadă naṭională,la Limba Engleză,şi anume Doiciar Raoul Vlad). Este prezentă şi o şcoală primară şi o grădiniță. 
Din punct de vedere religios,majoritatea sunt ortodocşi,dar există o comunitate protestantă de adventişti şi penticostali.
Voivozi se invecinează cu Pădurea Neagră,Budoi,Popeşti şi Cuzap.
Cadrul natural dim Voivozi constă în păduri,râuri (Bistra),lacuri (Laguna Albastră). 
Se poate spune că acest sat a evoluat in ultimii ani. S-a construit un complex ce cuprinde o firmă de transport ,restaurant&bistro. De asemenea Voivozi a evoluat din punct de vedere al resurselor,datorită prezenței din ce în ce mai ridicată a panourilor fotovoltaice,resurse minerale cât şi forestiere.